# Pascal Tessaud
Pascal Tessaud est un réalisateur français né le 17 décembre 1974 à Paris.

## Biographie
Après des études de lettres et de cinéma à l’université Paris-Nanterre, Pascal Tessaud réalise un premier court métrage (Noctambules) en 2002, puis des documentaires pour la télévision : Slam ce qui nous brûle en 2005, Beatbox, Boom bap autour du monde en 2015, la série Paris 8, la fac hip hop pour Arte en 2019. 
Il a aussi produit des documentaires sonores pour France Culture.
Son premier long métrage de fiction, Brooklyn, est présenté au festival de Cannes 2014 dans la programmation de l'ACID.

## Filmographie

### Courts métrages
- 2003 : Noctambules
- 2005 : L'Été de Noura
- 2007 : Slam, ce qui nous brûle[4]
- 2008 : Faciès
- 2009 : Mantes-la-Jolie sur le Mic'
- 2012 : La Ville Lumière
- 2016 : Beatbox, Boombap autour du monde (TV)
- 2019 : Paris 8 la Fac Hip Hop (TV)[5]

### Long métrage
- 2014 : Brooklyn[6]
- 2025 : Dans la peau

## Publication
- Paul Carpita, cinéaste franc-tireur, préface de Ken Loach, L'Échappée, 2009[7]